# Harisa, Libanon
Harissa-Daraoun (arabsko حريصا–درعون) je občina, ki jo sestavljata dve vasi, Harisa in Daraoun, v okrožju Keserwan guvernorata Keserwan-Jbeil v Libanonu. Župan občine od 2016 do 2022 je gospod Nizar Chemaly. Občina je 27 km severno od Bejruta. Njena povprečna višina je 550 metrov nad morsko gladino, njena skupna površina pa 435 hektarjev. Harisa je dostopna iz obalnega mesta Džounieh po cesti ali z devetminutno vožnjo z gondolsko žičnico, znano kot Téléphérique. Harisa je dom pomembnega libanonskega romarskega kraja, svetišča Gospe Libanonske. Privablja tako romarje kot turiste, ki želijo uživati v razgledu na zaliv Džounieh.
Daraoun ima tri šole, eno javno in dve zasebni, ki so od leta 2008 vpisale skupno 457 učencev, medtem ko je imela Harisa v istem časovnem obdobju eno zasebno šolo z 242 učenci. Od leta 2008 je v Daraounu delovalo osem podjetij z več kot petimi zaposlenimi, v tem istem obdobju pa dve podjetji z več kot petimi zaposlenimi v Harisi. Prebivalci Daraouna so pretežno maronitski katoličani, medtem ko ima Harisa mešano prebivalstvo melkitskih in maronitskih katoličanov.

## Gospa Libanonska

### Ustanovitev
Harisa je ključno krščansko romarsko mesto s svetiščem, posvečenim Gospe Libanonski (Notre Dame du Liban). Leta 1904 je patriarh Elias Hoyek ob 50. obletnici razglasitve dogme o brezmadežnem spočetju napovedal postavitev stavbe Gospe Libanonske. Svetišče pripada maronitskemu patriarhatu, ki je njegovo upravljanje zaupal Kongregaciji maronitskih libanonskih misijonarjev od njene ustanovitve leta 1904. Prvotno cerkev je zgradil Sleiman Yakoub Hokayim iz Batruna. Gora se imenuje Harisa (po vasi na vrhu gore). Ko je bila leta 1908 slovesno odprta, je patriarh Libanon posvetil Devici Mariji: »O Marija, Kraljica gora in morij in Kraljica našega ljubljenega Libanona ...« Patriarh Hoyek je prvo nedeljo v mesecu maju določil za praznik naše Gospe Libanonske. Na ta dan maronitski patriarh in vsi libanonski škofje obhajajo božjo liturgijo na prostem v svetišču Naše Gospe Libanonske.
Libanonska Gospa je eno najpomembnejših svetišč na svetu v čast Devici Mariji. Svetišče poudarja ogromen, 15 ton težak bronast kip Brezmadežnega spočetja, Matere božje. Visok je 8,5 m in ima premer pet metrov. Devica Marija izteguje roke proti Bejrutu. Svetišče Gospe Libanonske privablja milijone vernikov tako kristjanov kot muslimanov z vsega sveta. 50. jubilej leta 1954 je bil tudi stota obletnica ustanovitve Brezmadežne. Med temi jubilejnimi slovesnostmi je papež Pij XII. poslal v Libanon svojega predstavnika, kardinala Angela Roncallija, kasnejšega papeža Janeza XXIII. Papež Janez Pavel II. je leta 1997 obiskal Libanonsko Gospo. Kongregacija maronitskih libanonskih misijonarjev, odgovorna za upravo, si prizadeva za krepitev odnosov med vsemi krajevnimi Cerkvami, krščanskimi skupnostmi in apostolskimi gibanji.
Leta 2009 je takratni maronitski patriarh Nasrallah Boutros Sfeir sprožil korake, da bi gozd okoli cerkve spremenil v naravni rezervat.
- Kip device Marije
- Bazilika sv. Pavla
- Razgledna ploščad v svetišču s pogledom na mesto Džounieh

## Verski pomen
Tamkajšnje romarsko mesto je velik, 15 ton težak bronast (in pobarvan belo) kip Device Marije, znane kot Gospa Libanonska ali Notre Dame du Liban, z iztegnjenimi rokami. Kip je bil izdelan konec 19. stoletja in slovesno odprt leta 1908 na zemljišču, ki ga je podaril plemiški maronitski klan Khazen. Znotraj podnožja kipa je majhna kapelica. Ob kipu stoji ogromna brutalistična maronitska stolnica, zgrajena iz betona in stekla. Dokončana je bila leta 1992 in je visoka 62 metrov.
Med drugimi cerkvami različnih krščanskih veroizpovedi v bližini Harise je opazna grkokatoliška bazilika sv. Pavla v bizantinskem slogu, ki je južno od kipa.in je bila zgrajena med letoma 1948 in 1998, apostolska nunciatura (papeško veleposlaništvo) in rezidence štirih patriarhov vzhodnih katoliških Cerkva.
10. maja 1997 je Hariso obiskal papež Janez Pavel II.
15. septembra 2012 je papež Benedikt XVI. obiskal Hariss, vključno z obiskom Gospe Libanonske.

## Pobratena mesta
- La Garenne-Colombes, Francija[6]
- Loreto, Marke, Italija[7]